# Calcott’s Green
Calcott’s Green – wieś w Anglii, w hrabstwie Gloucestershire. Leży 6 km na zachód od miasta Gloucester i 157 km na zachód od Londynu.